# Liste der Kulturdenkmale in Mittelbiberach

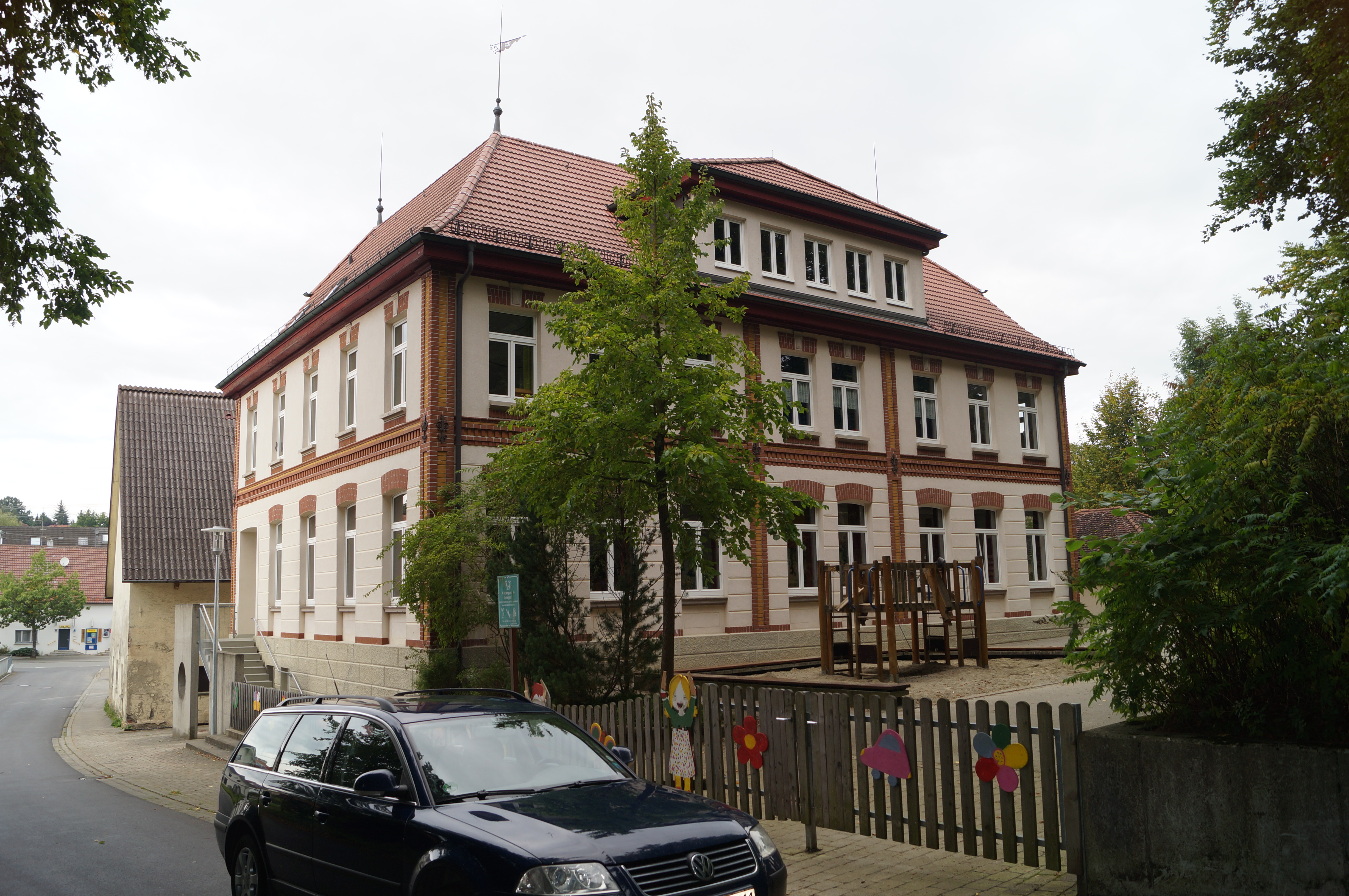
Rathaus

In der Liste der Kulturdenkmale in Mittelbiberach sind alle Bau- und Kunstdenkmale der Gemeinde Mittelbiberach und ihrer Teilorte verzeichnet. Sie leitet sich aus der Liste des Landesdenkmalamtes Baden-Württemberg, dem „Verzeichnis der unbeweglichen Bau- und Kunstdenkmale und der zu prüfenden Objekte“ ab. Diese Liste wurde im Mai 2000 erstellt. Die Teilliste für den Landkreis Biberach hat den Stand vom 11. Juni 2002 und verzeichnet 23 unbewegliche Bau- und Kunstdenkmäler.

## Allgemein
- Bild: Zeigt ein ausgewähltes Bild aus Commons, „Weitere Bilder“ verweist auf die Bilder im Medienarchiv Wikimedia Commons.
- Bezeichnung: Nennt den Namen, die Bezeichnung oder die Art des Kulturdenkmals.
- Lage: Straßenname und Hausnummer oder Flurstücknummer des Kulturdenkmals, gegebenenfalls auch den Ortsteil. Die Grundsortierung der Liste erfolgt nach dieser Adresse. Der Link (Karte) führt zu verschiedenen Kartendiensten mit der Position des Kulturdenkmals. Fehlt dieser Link, wurden die Koordinaten noch nicht eingetragen. Sind diese bekannt, können sie über ein Tool mit einer Kartenansicht einfach nachgetragen werden. In dieser Kartenansicht sind Kulturdenkmale ohne Koordinaten mit einem roten bzw. orangen Marker dargestellt und können durch Verschieben auf die richtige Position in der Karte mit Koordinaten versehen werden. Kulturdenkmale ohne Bild sind an einem blauen bzw. roten Marker erkennbar.
- Datierung: Baubeginn, Fertigstellung, Datum der Erstnennung oder grobe zeitliche Einordnung entsprechend des Eintrags in der zuständigen Denkmaldatenbank (Landesamt für Denkmalpflege Baden-Württemberg).
- Beschreibung: Kurzcharakteristik des Kulturdenkmals.

## Mittelbiberach
Die Gemeinde Mittelbiberach liegt etwa drei Kilometer westlich von Biberach an der Riß am Rotbach und hat 4127 Einwohner und eine Fläche von zirka 23,7 km².
| Bild           | Bezeichnung        | Lage                                               | Datierung       | Beschreibung | ID |
| -------------- | ------------------ | -------------------------------------------------- | --------------- | --- | -- |
|                | Kriegerdenkmal     | Ayestraße                                          | 1918            | Kriegerdenkmal des Oberdorfes für die Gefallenen des Ersten Weltkriegs, Sandstein, Sockel mit Relief des Erzengel Michael, darüber Obelisk mit Inschrift, Schwert und Eisernem Kreuz, seitlich angebrachte Namenstafeln Geschützt nach § 2 DSchG                                                                                |    |
|                | Wegkreuz           | bei Biberacherstraße 51, BC 1797 (Karte)           | 1901            | Sockel massiv, Kruzifix Gusseisen Geschützt nach § 2 DSchG |    |
| Weitere Bilder | Pestfriedhof       | Biberacher Straße (Flstnr. 745) (Karte)            | 1611            | unregelmäßig ummauertes Gelände, anlässlich einer Pestepidemie angelegt, an der Mauerinnenseite eine kleine Kapelle aus der Zeit um 1800, eine zweite an der Außenseite mit Figur des Geisellheilands, 1745, auf dem Friedhof einige bemerkenswerte Grabsteine des 19. Jahrhunderts, Belegung bis 1894 Geschützt nach § 2 DSchG |    |
|                | Wegkreuz           | bei Buchauer Straße 43, BC 1798 (Karte)            | 1884            | Sandstein, reich verziert Geschützt nach § 2 DSchG |    |
|                | Kirche             | Kirchstraße 5 (Karte)                              | 1517            | Katholische Pfarrkirche St. Cornelius und Cyprian, Westturm mit Satteldach und Fialen, im Unterbau mittelalterlich, Saal mit eingezogenem Chor Geschützt nach § 28 DSchG |    |
| Weitere Bilder | Pfarrhaus          | Kirchstraße 8 (Karte)                              | 1780            | Zweigeschossiges Gebäude, Obergeschoss und Giebel freiliegendes Fachwerk, Aufzugslucke im Giebel Geschützt nach § 2 DSchG |    |
| Weitere Bilder | Schloss            | Schlossstraße 11 (Flstnr. 27,27/1, 28, 34) (Karte) | vor 1530        | dreigeschossig mit Eckerkern und hohem Staffelgiebel, Treppenhaus von 1860, vor der Westseite ein zweigeschossiger Wandelgang mit Loggia und Torturm von 1560, an der Nordseite Kapelle, im 18. Jahrhundert neu ausgestattet. Mit Nebengebäuden, Mauern, Gärten und Freiflächen. Geschützt nach § 28 DSchG                      |    |
|                | Schweizerhaus      | Schlossstraße 17 (Karte)                           | um 1800         | Wohnhaus des von der Ortsherrschaft angestellten Melkers, kleines eingeschossiges Gebäude mit Satteldach, Fachwerkgiebel, aufgedoppelte Barocktür Geschützt nach § 2 DSchG | BW |
|                | Rentamt            | Schlossstraße 18 (Karte)                           | 18. Jahrhundert | Ehemaliges Rentamt, zweigeschossiger Putzbau mit Lisengliederung und Walmdach Geschützt nach § 2 DSchG |    |
|                | Schul- und Rathaus | Zeppelinstraße 3 (Karte)                           | 1897            | zweigeschossiges Gebäude Walmdach, acht Fensterachsen an der Hauptfassade, Gliederung durch Gesimsbänder und Lisenen, heute Kindergarten Geschützt nach § 2 DSchG |    |
| Weitere Bilder | Kreuzweg           | Biberacher Straße, BC 1795 (Karte)                 | 1737            | Kreuzweg vom Ort zur ehemaligen Wallfahrtskirche Maria vom Troste (1810 abgebrochen) beim Pestfriedhof führend, 14 Stationen mit glasierten Ziegeldächern, Relieftafeln erneuert, Baumbestand zum Teil noch aus der Erbauungszeit Geschützt nach § 28 DSchG                                                                     |    |
|                | Wegkreuz           | BC 1810                                            | um 1910         | Sockel massiv, filigranes Kreuz aus Gusseisen, Inschrift vermutlich 1948 erneuert Geschützt nach § 2 DSchG |    |

### Außerhalb der Ortslage
| Bild           | Bezeichnung             | Lage                      | Datierung | Beschreibung | ID |
| -------------- | ----------------------- | ------------------------- | --------- | --- | -- |
|                | Mühlengebäude           | Dautenmühle 1 (Karte)     | 1912      | zweigeschossiger, Putzbau mit Mansarddach, zwei Zwerchhäuser über den Eingängen zu Wohnteil und ehemaliger Mühle, nach Brand eines Vorgängers neu erbaut, Mühlenbetrieb in den 1950er Jahren aufgegeben Geschützt nach § 2 DSchG                                                                               | BW |
|                | Lourdesgrotte           | Bei Dautenmühle 1         |           | Vergitterte, mit einem Oberlicht ausgestattete Grotte, Figuren zurzeit ausgelagert Geschützt nach § 2 DSchG |    |
| Weitere Bilder | Hofkapelle              | Schönenbuch 2b (Karte)    | um 1850   | Kleiner Rechteckbau mit dreißig geschlossenem Chor, an der Fassade Eckpilaster, im Inneren vergitterte Rundbogennische mit Piète Geschützt nach § 2 DSchG |    |
|                | Schlossgut Zweifelsberg | Zweifelsberg 1, 2 (Karte) | 1738      | Bestehend aus einem zweigeschossigen, verputzdem Wohnhaus wohl noch aus dem 15./16. Jahrhundert und der daneben stehenden Kapelle St. Nikolaus und Ursula, Langhaus mit eingezogenem, halbrund schließendem Chor, kleiner westlicher Dachreiter mit Zwiebelhaube, barocke Ausstattung Geschützt nach § 2 DSchG | BW |
|                | Wegkreuz                | BC 1190                   | um 1900   | Sockel Sandstein, Kruzifix Gusseisen, Inschrift 1948 erneuert Geschützt nach § 2 DSchG |    |

## Ortsteil Reute
Reute ist ein Teilort von Mittelbiberach.
| Bild | Bezeichnung | Lage                  | Datierung | Beschreibung | ID |
| ---- | ----------- | --------------------- | --------- | --- | -- |
|      | Kirchturm   | Kirchweg 3 (Karte)    | 1735      | über quadratischem Grundriss erbauter Schaft mit Achteckaufsatz, Rundbogenschallöffnungen und welscher Haube mit schmiedeeisernem Kirchturmkreuz Geschützt nach § 2 DSchG |    |
|      | Wegkreuz    | Bei Oberer Kirchweg 7 | um 1900   | Sockel Sandstein, gusseisernes Kreuz Geschützt nach § 2 DSchG |    |
|      | Wegkreuz    | BC 178                | um 1900   | Sockel Sandstein, Kreuz Gusseisen Geschützt nach § 2 DSchG |    |
|      | Wegkreuz    | BC 1811               | 1899      | Sockel Sandstein, Kruzifix Gusseisen Geschützt nach § 2 DSchG |    |
|      | Wegkreuz    | BC 1814               | um 1900   | Sockel Sandstein, Kruzifix Gusseisen, Inschrifttafel 1942 erneuert Geschützt nach § 2 DSchG                                                                               |    |

### Außerhalb der Ortslage
| Bild | Bezeichnung | Lage   | Datierung | Beschreibung | ID |
| ---- | ----------- | ------ | --------- | --- | -- |
|      | Wegkreuz    | BC 282 | 1911      | Sockel massiv, Kruzifix Gusseisen, auf einer freien Anhöhe mit zugehörigem Baumbestand Geschützt nach § 2 DSchG |    |